# 富士見町立境小学校
富士見町立境小学校（ふじみちょうりつ さかいしょうがっこう）は、長野県富士見町境にある町立小学校。

## 地理
- JR信濃境駅から八ヶ岳方面へ2km程北上した場所に位置する。

## 児童数
- 110人（令和3年度・町調べ）

## 学区
小六区、高森区、信濃境区、池袋区、田端区、先達区、葛窪区、広原（切掛沢より東地区）、烏帽子区